# Kronum
Kronum é um esporte coletivo derivado do futebol, basquetebol, andebol e rugby.
Cada equipa é constituída por 10 jogadores (existem três posições: crosser, wedge-back e ranger) e, pelo menos, 5 jogadores (rangers) tem a função de tentar marcar pontos na baliza ou através dos arcos. Pode se usar os pés para controlar e chutar a bola em todo o campo, sendo que, em apenas algumas zonas é permitido pegar na bola com as mãos. O contacto é permitido como rugby mas tem algumas restrições para segurança dos jogadores.

## História
Kronum é um novo desporto que foi inventado em 2008 no estado de Pensilvânia, nos Estados Unidos, por Bill Gibson. A temporada 2012 contou com a participação de 7 equipes.

## Regras do jogo
O jogo é praticado em campo circular próprio com várias divisões, as diversas divisões determinam com que parte do corpo se pode jogar a bola (similar à de futebol). Em todas as partes do campo se pode jogar com todas as partes do corpo, excepto na wedge zone, que só pode ser jogada com o pé ou onde é feito o remate estilo andebol, nas restantes a bola pode ser jogada com o pé tal como no futebol, ou com a mão tendo que ser driblada ou transferida para o pé depois de três passos, como no basquetebol.
O jogo, dividido em 3 partes de 20 minutos cada, inicia-se no centro do campo com a bola a ser lançada ao ar e disputada pelas duas equipas (10 jogadores), o contacto físico é permitido embora seja penalizado se usado em demasia, as equipas defendem e atacam à vez, sendo a transição entre posições defensivas e ofensivas muito rápidas, enquanto atacantes todos os jogadores tentam marcar, na defesa há quatro posições diferentes, wedge-back (guarda-redes), rangers, que se encontram na wedge zone (defesas) e crossers que ocupam as restantes posições com vista a ganhar posse da bola. As substituições são feitas como no hóquei no gelo em que um jogador entra directamente para o lugar de outro sem ser preciso informar ninguém. Podem ser marcados pontos em qualquer uma das balizas e, no final, quem acumular maior número de pontos, ganha.

### O campo

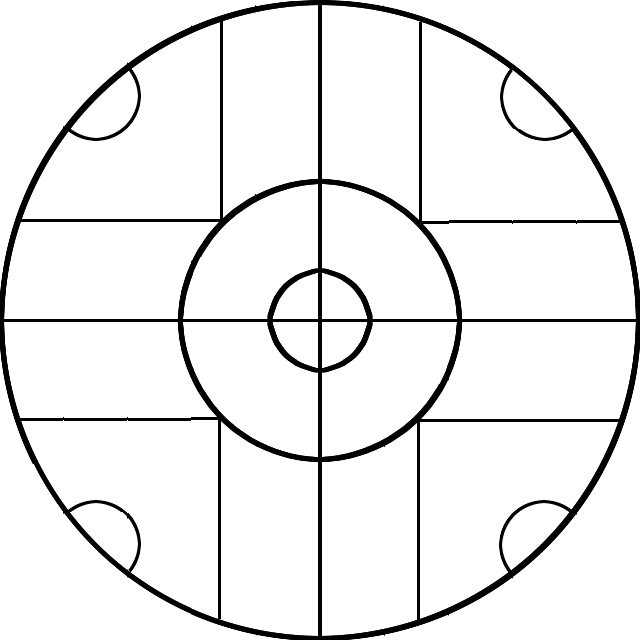
Diagrama de uma quadra de Kronum.

O Kronum é jogado num campo circular com 4 balizas (2 para cada equipa) que têm por cima um crown rings (5 arcos).

### Pontuação
| Tipo de Cesta | Pontuação |
| ------------- | --------- |
| Goal zone     | 1 ponto   |
| Wedge zone    | 2 pontos  |
| Flex zone     | 2 pontos  |
| Cross zone    | 4 pontos  |